# Enicur de la Sonda
L'enicur de la Sonda (Enicurus velatus) és una espècie d'ocell de la família dels muscicàpids (Muscicapidae). Es endèmic de les selves muntanyoses de Java i Sumatra, a Indonèsia. Sol frequentar les zones humides i els cursos d'aigua. El seu estat de conservació es considera de risc mínim.